# Jakar
Jakar (o Chakkar) è un centro abitato del Bhutan situato nel distretto di Bumthang.